# John Raphael Quinn
John Raphael Quinn, né le 28 mars 1929 à Riverside en Californie et mort le 22 juin 2017 à San Francisco, est un prélat américain qui fut archevêque d'Oklahoma de 1971 à 1977, puis archevêque de San Francisco de 1977 à 1995. Il servit aussi comme président de la Conférence des évêques catholiques des États-Unis de 1977 à 1980.

## Biographie

### Formation et ordination
John Quinn est ordonné prêtre pour le diocèse de San Diego le 19 juillet 1953. Le pape Paul VI confirme sa nomination comme évêque auxiliaire de San Diego le 21 octobre 1967 avec la nomination d'évêque in partibus de Thisiduo (de). Il est consacré le 12 décembre suivant par le délégué apostolique aux États-Unis, Mgr Luigi Raimondi.
Il écrit régulièrement dans le magazine America.

### Archevêque d'Oklahoma City
Il est nommé le 17 novembre 1971 évêque d'Oklahoma City-Tulsa. Lorsque le diocèse est divisé pour former d'une part d'archidiocèse d'Oklahoma City et le diocèse de Tulsa d'autre part, le 13 décembre 1972, Mgr Quinn devient le premier archevêque d'Oklahoma City.
Le site web de l'archidiocèse indique qu'il « met la priorité sur les vocations sacerdotales, qu'il désire renforcer la pastorale envers les fidèles hispanophones, publier à nouveau un journal catholique, engager à plein temps un directeur chargé de la jeunesse et réorganiser les levées de fonds pour les associations d'entraide ».
Paul VI l'appelle au synode des évêques de 1974.

### Archevêque de San Francisco
Sa nomination comme archevêque de San Francisco en 1977 est bien reçue et il bénéficie pendant tout son épiscopat de la bienveillance et du soutien de ses prêtres et des fidèles. Au début, il est président de la conférence épiscopale des États-Unis, ce qui l'oblige souvent à s'absenter du diocèse. Il a toutefois reconnu que son diocèse était trop grand pour une bonne gouvernance et il a aidé à l'érection du nouveau diocèse de San José (en), ce qui est advenu le 27 janvier 1981.
Mgr William Levada, qui était son évêque auxiliaire depuis le 17 août 1995, lui succède le 17 décembre suivant.
Les obsèques de Mgr Quinn ont lieu le 10 juillet 2017 en la cathédrale de San Francisco et sont célébrées par l'archevêque de San Francisco, Mgr Salvatore Cordileone, assisté de plusieurs évêques et prêtres. L'homélie est prononcée par l'archevêque de Santa Fe, Mgr John Charles Wester (en). Il est enterré à la chapelle des archevêques du cimetière Holy Cross de Colma.

## Points de vue

### Irénisme et libéralisme
Mgr Quinn a été qualifié parfois d'évêque irénique et plutôt libéral dans une période, les années 1970 et 1980, où la place des catholiques était discutée en Californie et aux États-Unis, avec des questions du bouleversement des mœurs et de la remise en cause de la vie religieuse, notamment féminine, le problème de l'armement nucléaire, des réfugiés d'Amérique centrale et du procès Roe vs Wade et de la question de l'avortement.

### Óscar Romero
Après l'assassinat de Mgr Óscar Romero en mars 1980, Mgr Quinn émet une déclaration dans laquelle il loue le prélat assassiné, comme « une voix pour les pauvres et les opprimés. » Il assiste à ses funérailles à San Salvador,.

### SIDA
En 1985, Mgr Quinn est à l'origine de la première réponse institutionnelle de l'Église catholique américaine à propos de l'épidémie du SIDA qui frappe ce pays. Lorsque Jean-Paul II effectue sa visite pastorale à San Francisco en 1987, l'archevêque fait en sorte que le pape puisse rencontrer des malades atteints du SIDA, y compris un jeune garçon.

### Tremblement de terre de Loma Prieta
Dans les années 1990, l'archevêque de San Francisco apporte une aide matérielle aux sinistrés du tremblement de terre de Loma Prieta de 1989, et aux nombreuses églises endommagées. Une douzaine de paroisses sont fermées par lui, provoquant la colère de certains prêtres, quarante-et-un d'entre eux signant une pétition pour s'opposer à ce plan. Mgr Quinn vend la résidence archiépiscopale et déménage à l'été 1992 au presbytère de la cathédrale où il s'établit jusqu'à son départ à la retraite avec le clergé de la cathédrale,.

### La Réforme de la papauté
Pendant tout son épiscopat, il conserve des liens étroits avec l'Église catholique d'Angleterre, lui rendant de nombreuses visites. Après son départ à la retraite, il séjourne à Campion Hall (Oxford) où, en 1996, il publie un article intitulé The Claims of the Primacy and the Costly Call to Unity,  article qui ébauche le sujet de son livre paru en 1999 The Reform of the Papacy (La Réforme de la papauté).
Cet appel à la réforme de la curie et à une réduction de ses pouvoirs a été interprété par certaines voix de l'Église, comme une attaque envers la papauté. Mgr Quinn a cependant répété à maintes reprises qu'il ne s'opposait pas au Vatican et certaines de ses vues ont d'ailleurs été reprises plus tard par le pape François,, notamment en ce qui concerne la « synodalité ».

## Succession apostolique
John Raphael Quinn a ordonné les évêques suivants :
- Évêque John Joseph Sullivan (en) (1972)
- Évêque Pierre DuMaine (en) (1978)
- Évêque Francis Quinn (en) (1978)
- Évêque William Weigand (en) (1980)
- Évêque Daniel F. Walsh (en) (1981)
- Évêque Carlos Arthur Sevilla (en), S.I. (1989)
- Évêque Patrick J. McGrath (en) (1989)

## Quelques œuvres
- (en) The Reform of the Papacy, New York, Crossroad Publishing, 1999. Réponse à la suggestion de Jean-Paul II dans l'encyclique Ut unum sint de 1995 pour la réforme de la papauté.
- (en) Revered and Reviled: A Re-Examination of Vatican Council I, New York, Crossroad Publishing, 2017.